# Alfabeto francés
El alfabeto francés (alphabet français en francés) son los símbolos alfabéticos utilizados en el idioma francés. Incluye las 26 letras del alfabeto latino moderno, las 14 que se forman añadiéndoles signos diacríticos (13 vocales acentuadas y el grafema cedilla «ç») y 2 ligaduras («æ» y «œ»). Por lo tanto, componen el alfabeto francés 42 letras en total.
Asimismo, el francés tiene numerosos dígrafos (ch, ph, ss, gu, ge,...).
| A a | B b | C c | D d | E e | F f | G g | H h | I i | J j | K k | L l | M m |
| N n | O o | P p | Q q | R r | S s | T t | U u | V v | W w | X x | Y y | Z z |

| À à | Â â | Æ æ | Ç ç | É é | È è | Ê ê | Ë ë |
| Î î | Ï ï | Ô ô | Œ œ | Ù ù | Û û | Ü ü | Ÿ ÿ |

## Nombres de las letras
| Letra | Nombre    | Pronunciación (AFI) | Diacríticos y ligaduras |
| ----- | --------- | ------------------- | ----------------------- |
| A     | a         | /a/                 | Àà, Ââ, Ææ              |
| B     | bé        | /be/                |                         |
| C     | cé        | /se/                | Çç                      |
| D     | dé        | /de/                |                         |
| E     | e         | /ə/                 | Éé, Èè, Êê, Ëë          |
| F     | effe      | /ɛf/                |                         |
| G     | gé        | /ʒe/                |                         |
| H     | ache      | /aʃ/                |                         |
| I     | i         | /i/                 | Îî, Ïï                  |
| J     | ji        | /ʒi/                |                         |
| K     | ka        | /ka/                |                         |
| L     | elle      | /ɛl/                |                         |
| M     | emme      | /ɛm/                |                         |
| N     | enne      | /ɛn/                |                         |
| O     | o         | /o/                 | Ôô, Œœ                  |
| P     | pé        | /pe/                |                         |
| Q     | qu        | /ky/                |                         |
| R     | erre      | /ɛʁ/                |                         |
| S     | esse      | /ɛs/                |                         |
| T     | té        | /te/                |                         |
| U     | u         | /y/                 | Ùù, Ûû, Üü              |
| V     | vé        | /ve/                |                         |
| W     | double vé | /dubləve/           |                         |
| X     | ixe       | /iks/               |                         |
| Y     | i grec    | /iɡʁɛk/             | Ÿÿ                      |
| Z     | zède      | /zɛd/               |                         |

Las vocales son a, e, i, o, u, y; las semivocales son "w" e "y" (esta última raramente y en algunos sitios, como por ejemplo en Bélgica).

## Diacríticos
| Diacrítico         | A a | E e | I i | O o | U u | Y y |
| Acento agudo       | –   | É é | –   | –   | –   | –   |
| Acento grave       | À à | È è | –   | –   | Ù ù | –   |
| Acento circunflejo | Â â | Ê ê | Î î | Ô ô | Û û | –   |
| Diéresis           | –   | Ë ë | Ï ï | –   | Ü ü | Ÿ ÿ |

El francés utiliza 5 signos diacríticos:
- Sobre las vocales:
  - Acento agudo (en francés accent aigu, pronunciado /aksɑ̃t‿egy/) ( ´ ) - Solo se usa sobre la letra e (É). Es el diacrítico que más se usa en francés y representa siempre el sonido /e/).
  - Acento grave (en francés accent grave, pronunciado /aksɑ̃ gʁav/) ( ` ) - Se usa sobre las vocales a, e y u (À, È, Ù). Es muy corriente en la letra e, alargando su pronunciación. En la a y la u aparece en algunas palabras de uso corriente en las que precisa su significado pero sin modificar su fonética.
  - Acento circunflejo (en francés accent circonflexe, pronunciado /aksɑ̃ siʁkɔ̃flɛks/) ( ^ ) - Se usa con las vocales a, e, i, o y u (Â, Ê, Î, Ô, Û). Es bastante corriente en las letras a, e y o a las que puede modificar fonéticamente cerrándolas o alargándolas según la región. Sobre la i y la u aparece residualmente representando una antigua letra muda actualmente desaparecida.
  - Diéresis o crema: (en francés tréma, pronunciado /tʁema/) ( ¨ ) - Aparece sobre las letras e, i, u e y (Ë, Ï, Ü, Ÿ). Se usa para evitar la formación de un dígrafo vocálico: sobre la e como en Noël (/nƆƐl/), sobre la i como en haïr (/aiʁ/), sobre la u de nombres propios y palabras poco comunes como capharnaüm (/kafaʁnaɔm/), y sobre la y de algunos nombres propios como l'Haÿ-les-Roses (lajleʁoz/). También sobre una e muda para forzar la pronunciación de la vocal muda precedente de un dígrafo consonántico como en aiguë (/egy/).
- Bajo la c:
  - Cedilla (en francés c cédille, pronunciado /se sedij/) - Se trata de añadir una virgulilla ( ¸ ) bajo la letra c (Ç). Se utiliza para indicar la pronunciación /s/ y no /k/ delante de las letras a, o y u como por ejemplo ça (/sa/).

## Ligaduras
- Æ æ - (en francés e dans l'a, pronunciado /ə dãlɑ/) Por ejemplo en tænia (/tenja/), ex æquo (/ɛgzeko/) o cæcum (/sekɔm/).
- Œ œ - (en francés e dans l'o, pronunciado /ə dãlo/) Por ejemplo en œil (/œj/), fœtus (/fetys/) o bœuf (/bœf/).

- Datos: Q755124